# Berni Goldblat
Berni Goldblat (Stoccolma, 1970) è un regista svedese.

## Biografia
Nato nel 1970 a Stoccolma, membro fondatore dell'associazione Cinomade insieme a Daphné Serelle.

## Filmografia

### Regista
- Mokili (2006)
- Ceux de la colline (2009)
- Wallay (2017)

### Montatore
- Sibi, l'âme du violon, regia di Michel K. Zongo - mediometraggio (2011)